# In der Gondel
In der Gondel ist eine erstmals 1962 erschienene Erzählung von Hans Bender.

## Inhalt
Der Erzähler Enrico und seine Ehefrau Marlen bereisen Venedig und unternehmen dabei eine Gondelfahrt. Da Enrico die Ausführungen des Gondoliere Francesco für seine Frau übersetzt, erkennt der Bootsführer, dass die Frau kein Italienisch beherrscht, und beginnt ein persönliches Gespräch mit dem Erzähler. Selbiger hatte vor Jahren mit seiner damaligen Freundin Noëlly bereits eine Fahrt bei Francesco unternommen und so schwelgen die beiden Männer in Erinnerungen. Enrico verschweigt bei seinen Übersetzungen für Marlen jedoch, dass er und der Gondoliere sich kennen. Sie beschwert sich wiederum, dass der Italiener weder etwas über die anliegenden Sehenswürdigkeiten berichtet noch ’O sole mio singt. Als er ihren Wünschen nachkommt, ist sie aber ebenfalls unzufrieden. Am Ende eröffnet Francesco seinem Bekannten zu dessen Überraschung, dass Noëlly ein Jahr nach der damaligen Fahrt wieder in Venedig erschien und sie inzwischen mit dem Gondoliere verheiratet ist.

## Veröffentlichungen und Rezeption
Das Werk war Teil des Bandes Mit dem Postschiff, der erstmals 1962 vom Carl Hanser Verlag veröffentlicht wurde. Volk und Welt gab die Geschichte im Rahmen der Reihe Erkundungen auch in der DDR heraus.
Der Literaturkritiker und Autor Dr. Eckhard Ullrich bezeichnete die Erzählung im Vergleich zu Benders Kriegsgeschichten als „geradezu aggressiv harmlos[e]“ und lobte ihre „feine[r] Psychologie“.

## Hörspiel
- 1983: In der Gondel – Regie: Tibor von Peterdy (Hörspielbearbeitung, Kurzhörspiel – DW)
  - Sprecher: Andrea Höckmann, Hans Gerd Kilbinger und Hans Künster[3]